# Parlamentswahl in Bulgarien 2017
- BSP: 80
- DPS: 26
- GERB: 95
- Wolja: 12
- OP: 27

Die Parlamentswahl in Bulgarien 2017 fand am 26. März 2017 statt. Die Wahl wurde vorgezogen, nachdem Ministerpräsident Bojko Borissow am 14. November 2016 zurückgetreten war.

## Hintergrund
Bei der Parlamentswahl in Bulgarien 2014 konnte die konservative GERB ihren Status als stimmenstärkste Partei verteidigen. Der GERB-Parteivorsitzende Bojko Borissow bildete mit dem Reformblock und der ABW (die im Mai 2016 aus der Regierung ausschied) eine Regierungskoalition, die zudem von den Parteien der Patriotischen Front unterstützt wurde.
Bei der Präsidentschaftswahl in Bulgarien 2016 unterlag die GERB-Kandidatin Zezka Zatschewa deutlich gegen Rumen Radew, der von der sozialistischen BSP unterstützt wurde. Borissow erklärte daraufhin seinen Rücktritt, wie er das vor der Wahl versprochen hatte. Eine neue Koalition konnte nicht gebildet werden.
Die Parlamentswahl wurde auch als Richtungsentscheidung für die künftige bulgarische Politik gesehen. Während GERB einen prowestlichen Kurs verfolgt, gelten die Sozialisten als eher russlandfreundlich. Die Spitzenkandidatin der Sozialisten Kornelija Ninowa sprach sich beispielsweise im Vorfeld der Wahl für die Aufhebung der Wirtschaftssanktionen, die im Gefolge der Annexion der Krim gegen Russland verhängt worden waren, aus. Sie bestritt allerdings Vermutungen, dass mit der Wahl einer von den Sozialisten angeführten Regierung der Einfluss Russlands auf die bulgarische Politik zunehmen werde.
Eine Rolle in der bulgarischen Politik spielen auch die etwa knapp 600.000 ethnischen Balkan-Türken, die zum Teil eigene politische Parteien wählen. Offen von offizieller türkischer Seite wird die 2016 gegründete Partei DOST (ДОСТ) unterstützt, die enge Beziehungen zur AKP des türkischen Präsidenten Recep Tayyip Erdoğan unterhält. Die Parteinahme türkischer Politiker wurde von verschiedenen bulgarischen Politikern zum Teil als inakzeptable Einmischung kritisiert.

## Umfragen

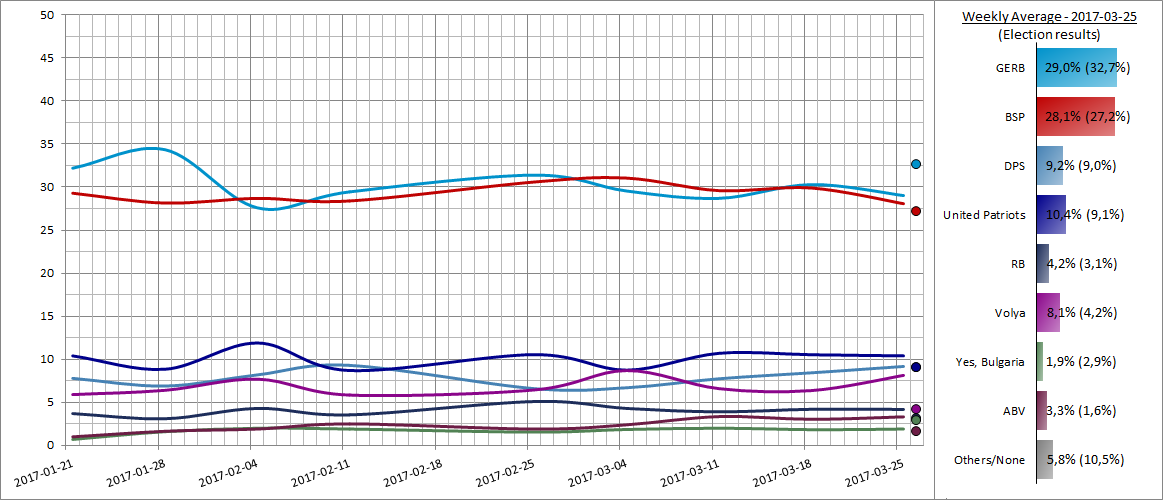
Durchschnitte auf Wochenbasis der Umfragen im Jahr 2017

## Parteien
| #  | Liste                                                                  | Parteien                                                                                     |
| -- | ---------------------------------------------------------------------- | -------------------------------------------------------------------------------------------- |
| 1  | Dwischenie sa Rawnoprawen Obschtestwen Model                           | Dwischenie sa Rawnoprawen Obschtestwen Model                                                 |
| 2  | Dwischenie sa Radikalna Promjana Balgarskata Prolet                    | Dwischenie sa Radikalna Promjana Balgarskata Prolet                                          |
| 3  | Dwischenie Napred Balgarija                                            | Dwischenie Napred Balgarija                                                                  |
| 4  | Nowa Republika                                                         | Demokraten für ein starkes Bulgarien (DSB) Demokrati sa Silna Balgarija                      |
| 4  | Nowa Republika                                                         | Sajus sa Plowdiw                                                                             |
| 4  | Nowa Republika                                                         | Balgarska Demokratitschna Obschtnost                                                         |
| 5  | Koalizija na Nedowolnite                                               | Balgarska Sozialdemokrazija – Ewrolewiza (BSDE)                                              |
| 5  | Koalizija na Nedowolnite                                               | Christijan-Sozialen Sajus                                                                    |
| 5  | Koalizija na Nedowolnite                                               | Balgarska Sozialdemokratitscheska Partija (BSDP)                                             |
| 6  | Wolja                                                                  | Wolja                                                                                        |
| 7  | Balgarski Demokratitschen Zentar (BDZ)                                 | Balgarski Demokratitschen Zentar (BDZ)                                                       |
| 8  | ABW – Bewegung 21 Koalizija ABW – Dwischenie 21                        | Alternative für die Bulgarische Wiedergeburt (ABW) Alternatiwa sa Balgarsko Wasraschdane     |
| 8  | ABW – Bewegung 21 Koalizija ABW – Dwischenie 21                        | Bewegung 21 Dwischenie 21                                                                    |
| 9  | Bewegung für Rechte und Freiheiten (DPS) Dwischenie sa prawa i swobodi | Bewegung für Rechte und Freiheiten (DPS) Dwischenie sa prawa i swobodi                       |
| 10 | BSP für Bulgarien BSP sa Balgarija                                     | Bulgarische Sozialistische Partei (BSP) Balgarska Sozialistitscheska Partija                 |
| 10 | BSP für Bulgarien BSP sa Balgarija                                     | Komunistitscheska Partija na Balgarija                                                       |
| 10 | BSP für Bulgarien BSP sa Balgarija                                     | Nowa Sora                                                                                    |
| 10 | BSP für Bulgarien BSP sa Balgarija                                     | Polititscheski Klub „Ekoglasnost“                                                            |
| 10 | BSP für Bulgarien BSP sa Balgarija                                     | Polititscheski Klub „Trakija“                                                                |
| 11 | GERB                                                                   | GERB                                                                                         |
| 12 | Partija na selenite                                                    | Partija na selenite                                                                          |
| 13 | Obedinenie DOST                                                        | Demokrati sa Otgowornost, Swoboda i Tolerantnost (DOST)                                      |
| 13 | Obedinenie DOST                                                        | Narodna Partija Swoboda i Dostojnstwo                                                        |
| 14 | Wiedergeburt Wasraschdane                                              | Wiedergeburt Wasraschdane                                                                    |
| 16 | Bewegung Ja, Bulgarien Dwischenie Da Balgarija                         | Selenite                                                                                     |
| 16 | Bewegung Ja, Bulgarien Dwischenie Da Balgarija                         | Dwischenie sa Ewropejsko Onedinenie i Solidarnost (DEOS)                                     |
| 17 | Vereinigte Patrioten (OP) Obedineni Patrioti                           | Nationale Front für die Rettung Bulgariens (NFSB) Nazionalen Front sa Spassenie na Balgarija |
| 17 | Vereinigte Patrioten (OP) Obedineni Patrioti                           | Ataka                                                                                        |
| 17 | Vereinigte Patrioten (OP) Obedineni Patrioti                           | IMRO – Bulgarische Nationale Bewegung WMRO – Balgarsko Nazionalno Dwischenie                 |
| 17 | Vereinigte Patrioten (OP) Obedineni Patrioti                           | Spedna Ewropejska Klassa (SEK)                                                               |
| 17 | Vereinigte Patrioten (OP) Obedineni Patrioti                           | Sajus na Patriotitschnite Sili „Saschtita“                                                   |
| 18 | KOJ – Balgarskata Lewiza i Selena Partija                              | Balgarskata Lewiza                                                                           |
| 18 | KOJ – Balgarskata Lewiza i Selena Partija                              | Kompetentnost, Otgowornost i Istina (KOJ)                                                    |
| 18 | KOJ – Balgarskata Lewiza i Selena Partija                              | Grüne Partei (Bulgarien) Selena Partija                                                      |
| 19 | Nazionalna Republikanska Partija                                       | Nazionalna Republikanska Partija                                                             |
| 20 | Balgarsko Nazionalno Obedinenie (BNO)                                  | Balgarsko Nazionalno Obedinenie (BNO)                                                        |
| 21 | Reformblock – Glas naroden Reformatorski Blok – Glas naroden           | Union der Demokratischen Kräfte (SDS) Sajus na Demokratitschnite Sili                        |
| 21 | Reformblock – Glas naroden Reformatorski Blok – Glas naroden           | Balgarski Semedelski Naroden Sajus (BSNS)                                                    |
| 21 | Reformblock – Glas naroden Reformatorski Blok – Glas naroden           | Bulgarische Neue Demokratie Balgarska Nowa Demokrazija                                       |
| 21 | Reformblock – Glas naroden Reformatorski Blok – Glas naroden           | Dwischenie Balgarija na Graschdanite                                                         |
| 21 | Reformblock – Glas naroden Reformatorski Blok – Glas naroden           | Glas naroden                                                                                 |
| 21 | Reformblock – Glas naroden Reformatorski Blok – Glas naroden           | Balgarski Demokratitscheski Forum                                                            |
| 21 | Reformblock – Glas naroden Reformatorski Blok – Glas naroden           | Semedelski Naroden Sajus                                                                     |

## Ergebnisse
Für Wahlzwecke ist Bulgarien in 31 Wahlkreise unterteilt. 26 davon sind deckungsgleich mit dem jeweiligen Bezirk (Oblast), während die Oblast Plovdiv in die Wahlkreise Plovdiv-Stadt und -Land und die Hauptstadt Sofia in drei Wahlkreise unterteilt sind. Die 2017 rund 140 000 in bulgarischen Auslandsvertretungen abgegebenen Stimmen werden gesondert ausgewiesen.
| Listen            | Listen                                                                                   | Stimmen   | %    | Mandate | +/-   |
| ----------------- | ---------------------------------------------------------------------------------------- | --------- | ---- | ------- | ----- |
|                   | GERB                                                                                     | 1.147.283 | 33,5 | 95      | +11   |
|                   | BSP für Bulgarien BSP sa Balgarija                                                       | 955.490   | 27,9 | 80      | +41   |
|                   | Vereinigte Patrioten Obedineni Patrioti – NFSB, Ataka i WMPO                             | 318.513   | 9,3  | 27      | −3    |
|                   | Bewegung für Rechte und Freiheiten (DPS) Dwischenie sa prawa i swobodi                   | 315.976   | 9,2  | 26      | −12   |
|                   | Wolja                                                                                    | 145.637   | 4,3  | 12      | (neu) |
|                   | Reformblock – Glas Naroden Reformatorski Blok – Glas Naroden                             | 107.399   | 3,1  | 0       | −23   |
|                   | Bewegung „Ja, Bulgarien“ Dwischenie Da Balgarija (Selenite, DEOS)                        | 101.217   | 3,0  | 0       | (neu) |
|                   | Vereinigung DOST Obedinenie DOST                                                         | 100.481   | 2,9  | 0       | (neu) |
|                   | Nowa Republika                                                                           | 86.984    | 2,5  | 0       | (neu) |
|                   | Alternative für die Bulgarische Wiedergeburt – Bewegung 21 Koalizija ABW – Dwischenie 21 | 54.409    | 1,6  | 0       | −11   |
|                   | Wiedergeburt Wasraschdane                                                                | 37.881    | 1,1  | 0       | (neu) |
|                   | Partija na Selenite                                                                      | 10.157    | 0,3  | 0       | 0     |
|                   | Dwischenie sa Radikalna Promjana Balgarskata Prolet                                      | 9.229     | 0,3  | 0       | (neu) |
|                   | Polititscheska Partija Dwischenie Napred Balgarija                                       | 6.647     | 0,2  | 0       | (neu) |
|                   | Koalizija na Nedowolnite                                                                 | 5.945     | 0,2  | 0       | (neu) |
|                   | Dwischenie sa Rawnoprawen Obschtestwen Model (DROM)                                      | 4.988     | 0,1  | 0       | (neu) |
|                   | Alle 13 übrigen Parteien zusammen und Unabhängige                                        | 17.368    | 0,5  | 0       | −15   |
| Gesamt            | Gesamt                                                                                   | 3.425.632 | 100  | 240     | –     |
|                   |                                                                                          |           |      |         |       |
| Keine Liste       | Keine Liste                                                                              | 87.854    | 2,4  |         |       |
| Ungültige Stimmen | Ungültige Stimmen                                                                        | 169.007   | 4,6  |         |       |
| Wähler            | Wähler                                                                                   | 3.682.493 | 53,9 |         |       |
| Wahlberechtigte   | Wahlberechtigte                                                                          | 6.838.235 |      |         |       |
|                   |                                                                                          |           |      |         |       |
| Quelle: CIK       |                                                                                          |           |      |         |       |

Die GERB gewann in 22 Wahlkreisen, die BPS in sechs und die DPS in drei Wahlkreisen. Die besten Ergebnisse auf Wahlkreisebene erzielte die GERB in Gabrowo (40,01 %), Plovdiv-Stadt (38,78 %) und Jambol (38,67 %). Die BSP gewann im Nordwesten und Norden des Landes Wahlkreise, die besten Ergebnisse erzielte sie dabei in Vidin (38,05 %), Vraza (35,03 %) und Montana (33,60 %). Die DPS gewann die Wahlkreise Kardschali (44,92 %), Razgrad (33,87 %) und Targowischte (33,28 %), trat andererseits in den drei Sofioter Wahlkreisen und in der Oblast Kjustendil nicht zur Wahl an und verfehlte in vier Wahlkreisen die 4-%-Hürde. In der Oblast Kardschali, wo alle Parteien außer der DPS ihr jeweils schlechtestes Ergebnis erzielten, verfehlten auch die Vereinigten Patrioten die 4-%-Hürde, deren Hochburgen in Jambol (13,64 %), Russe (13,32 %) und Pleven (12,17 %) lagen. Wolja überwand die 4-%-Hürde nur in zehn Wahlkreisen, das beste Ergebnis erreichte die Partei mit 11,76 % in Warna.
Die der türkischen Regierungspartei AKP nahestehende Vereinigung DOST trat nur in 14 Wahlkreisen an und überwand in fünf Wahlkreisen die 4-%-Hürde; dabei wurde sie in Kardschali mit 21,59 % und unter den im Ausland wählenden Bulgaren mit 17,27 % jeweils zweitstärkste Kraft.
In den drei Sofioter Wahlkreisen erreichte auch die Bewegung „Ja, Bulgarien“, die landesweit unter 3 % blieb, Ergebnisse zwischen fünf und zehn Prozent.

## Nach der Wahl
Bei seiner konstituierenden Sitzung am 19. April 2017 stimmte das Parlament für Dimitar Glawtschew (GERB) als neuen Vorsitzenden. Am 4. Mai 2017 wurde Bojko Borissow erneut zum Ministerpräsidenten gewählt. Seine Regierung basierte auf einer Koalition der GERB mit den Vereinigten Patrioten und wurde darüber hinaus von der populistischen Partei Wille unterstützt.